# Капитанская улица (Санкт-Петербург)
Капита́нская улица — улица в Василеостровском районе Санкт-Петербурга. Проходит от улицы Кораблестроителей до Морской набережной.

## История
Наименование Капитанская улица дано 29 декабря 1972 года «в честь славных моряков Балтийского флота», отражает морскую тематику, как и другие название улиц района. Фактически существует примерно с 1975 года.

## Достопримечательности
- Сквер капитана Кучиева